# Convite (grupo musical)
Convite fue un grupo musical dominicano que, entre los años 1972 y 1977, se dedicó al rescate y la reinterpretación de los ritmos folclóricos de la isla de Santo Domingo. 

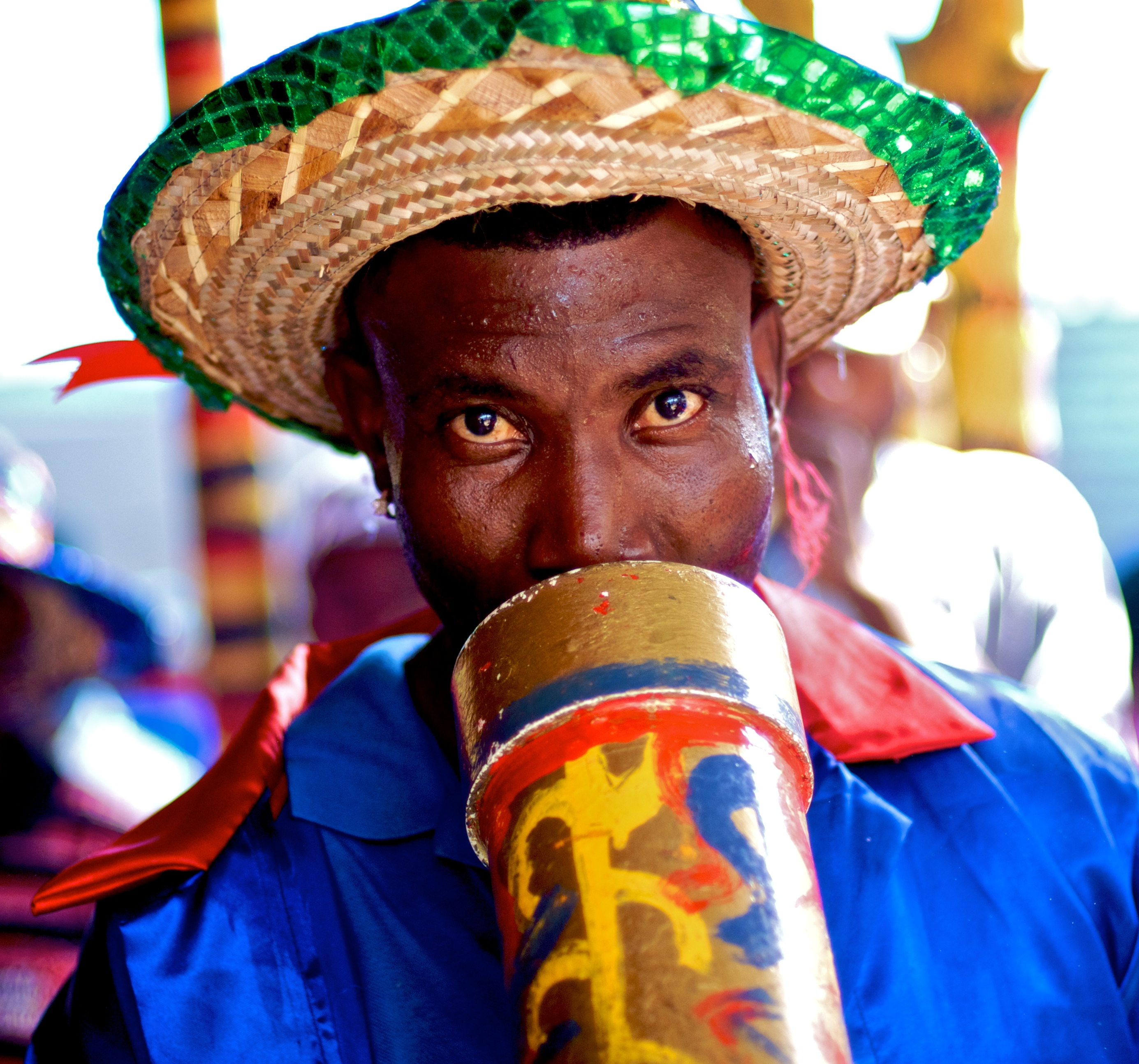
Tocador de "fotuto", San Luis,D.N.República Dominicana.

## Orígenes
A partir de la segunda mitad de la década de 1960 se desarrolló en América Latina y España el fenómeno musical de la nueva canción como una manifestación cultural fruto de la turbulencia social y política presente en aquellos años. 
En ese contexto histórico, podemos ubicar los orígenes del grupo Convite al despuntar la década del setenta. Por esa época, Luis Días se trasladó de Bonao a Santo Domingo con la idea primaria de estudiar psicología en la UASD. Haciendo vida universitaria conoció al poeta José Rodríguez con el que conformó un binomio donde José aportaba las letras y Luis las musicalizaba.
En 1972, a instancia de Dagoberto Tejeda, sociólogo y antropólogo, se fundó formalmente el grupo. Para ello se incorporaron Ana Marina Guzmán, como segunda guitarra y voz, los percusionistas Miguel Mañaná, José Castillo e Iván Domínguez además de José Enrique Trinidad. 
Convite se planteó el rescate y la revalorización del folclore musical de la isla, empresa arriesgada en un entorno social que tendía a menospreciar la presencia de la herencia africana en su cultura.

## Convite y los Siete Días
Uno de los momentos más importantes en la historia del grupo dominicano lo constituyó su presentación en 1974 en el festival internacional de la nueva canción  “Siete Días con el Pueblo”.  Este evento, que contó la participación de importantes figuras de la nueva canción internacional,  se transformó en una multitudinaria manifestación de repudio al gobierno de turno de Joaquín Balaguer.
En el festival, la canción Obrero Acepta Mi Mano, composición original de Luis Días, adquirió dimensiones de himno y tema oficial.

## Últimos días
Tiempo después del festival, la unidad inicial del grupo comenzó a fisurarse.  Esto se debió en parte a que algunos miembros comenzaron a manifestar diferencias en cuanto al método de trabajo y a la forma de interpretación de la música.  Luis Días, especialmente, evolucionó hacia formas fusionadas de folclor y otros ritmos, contrario a otros integrantes que abogaron por un trabajo de recreación más tradicional.  En el año  1976, Días dejó el grupo, siendo sustituido por Juan Francisco Ordóñez y José Roldán.  El grupo dejó de existir en 1977.

## Relevancia
El grupo Convite constituyó un equipo de trabajo que fue más allá de lo meramente folclórico y musical.  Sus investigaciones sobre las raíces de la música y la cultura dominicanas, permitieron valorar la importancia del aporte africano en dicha cultura.  Su disco "Convite convida" fue incluido en la lista de "Los 100 álbumes esenciales de la música Dominicana", que publicó la Asociación de Cronistas de Arte (Acroarte) en julio de 2013.

## Discografía
- Convite Convida
- Candelo y la Bestia